# Carlo Lucarelli

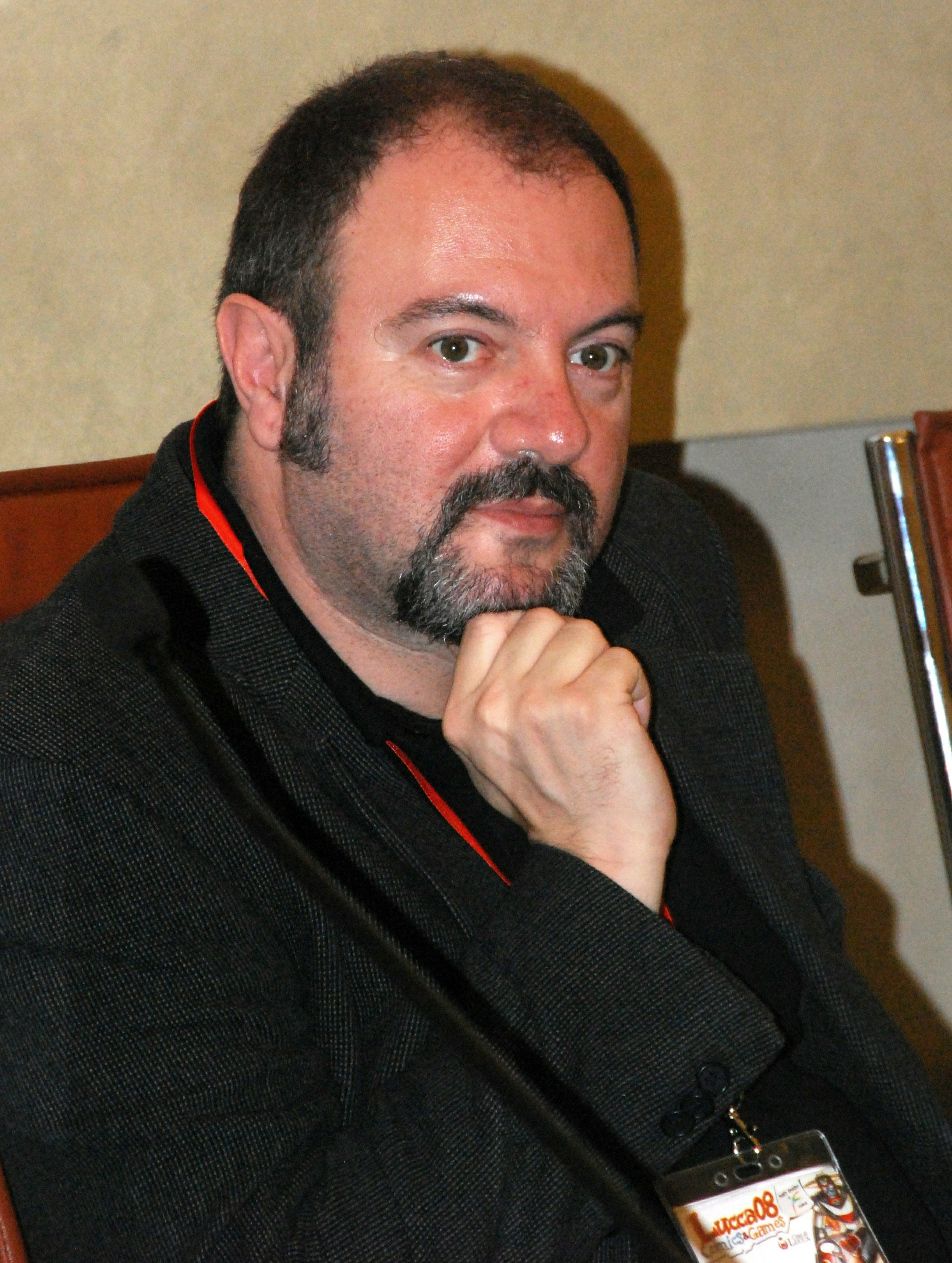
Carlo Lucarelli

Carlo Lucarelli (Parma, 26 oktober 1960) is een Italiaanse schrijver. Daarnaast is hij ook journalist en regisseur. Ook schrijft hij toneelstukken en  filmscenario’s en treedt hij op als moderator op televisie.

## Biografie
Van Carlo Lucarelli persoonlijk is niet veel meer bekend dan dat hij de zoon van een arts is, in 1960 in Parma geboren is en dat hij al vroeg in literatuur en theater geïnteresseerd was. Hij heeft literatuur en geschiedenis gestudeerd en leeft tegenwoordig in Mordano in de buurt van Bologna.  Verder geeft hij liever geen informatie prijs over zijn privéleven. Duistere scènes en verhalen zoals die van Edgar Allan Poe fascineren hem. Hij kan het dan ook goed vinden met Eraldo Baldini die bekendstaat als een meester van de Roman Noir.
Tijdens zijn studie kwam hij bij zijn onderzoeksactiviteiten voor zijn eindscriptie gelijk al in aanraking met de stof voor zijn eerste twee boeken, die zich in de tijd van het fascisme en de tijd kort na de oorlog afspelen. Hij werd door zijn eerste boeken al snel bekend en het was dan ook nog maar een kwestie van tijd voordat de eeuwige student zijn academische activiteiten staakte, en zich richtte op een carrière als schrijver, en al de andere dingen die daar mee samenhingen, zoals het schrijven van filmscenario’s, toneelstukken, hoorspelen, teksten voor strips, maar ook het miserabel (zoals hij zelf zegt) zingen in de post-punk-band "Progetto K".
Ook is hij een veelgevraagd moderator voor misdaadprogramma’s op televisie, met name  Blu notte misteri d'Italia. Als journalist werkt hij voor meerdere kranten en tijdschriften, zoals Il Manifesto, Il Messaggero en L’Europeo. Hij schreef inmiddels al meer dan twintig romans, en verder nog de nodige korte verhalen.
Samen met Marcello Fois en Loriano Macchiavelli richtte hij de "Gruppo 13" op, een collectief van schrijvers van misdaadromans in de regio Emilia-Romagna. 

### Serie met commissaris De Luca
- 1990, Carta bianca
- 1991, L'estate torbida
- 1996, Via delle Oche
- 2017, Intrigo italiano, il ritorno del commisario De Luca (Intrigo italiano, Serena Libri 2018)

### Serie met de onhandige mislukkeling Coliandro
- 1992, Nikita
- 1992, Falange armata
- 1994, Il giorno del lupo

### Serie met de inspecteur Grazia Negro
- 1994, Lupo Mannaro
- 1997, Almost Blue (Bijna blauw, Prometheus, 2007)
- 2000, Un giorno dopo l'altro

## Andere romans
- 1994, Vorrei essere il pilota di uno zero
- 1996, Guernica (Guernica, Serena Libri 1998)
- 1997, Febbre gialla
- 1998, Il trillo del diavolo
- 1999, L'isola dell'angelo caduto
- 1999, Mistero in Blu
- 1999, Compagni di sangue
- 2000, Autostorie
- 2001, Laura di Rimini (Laura uit Rimini, Serena Libri, 2002)
- 2002, Misteri d'Italia - I casi di Blu Notte
- 2003, Il lato sinistro del cuore
- 2003, Serial Killer - Storie di ossessione omicida
- 2004, La mattanza. Dal silenzio sulla mafia al silenzio della mafia
- 2004, Nuovi misteri d'Italia - I casi di Blu notte
- 2004, Radio Bellablù
- 2006, Tracce criminali
- 2006, La Nera illustrata
- 2006, Tenco a tempo di tango
- 2007, La strage di piazza fontana